# Liste der Biografien/Chea
Liste der Biografien |
Portal Biografien |
Personensuche
# |
A |
B |
C |
D |
E |
F |
G |
H |
I |
J |
K |
L |
M |
N |
O |
P |
Q |
R |
S |
T |
U |
V |
W |
X |
Y |
Z |
?
 
Ca |
Cb |
Cc |
Ce |
Ch |
Ci |
Cj |
Ck |
Cl |
Cm |
Cn |
Co |
Cr |
Cs |
Ct |
Cu |
Cv |
Cw |
Cy |
Cz
 
Cha |
Chb |
Che |
Chh |
Chi |
Chk |
Chl |
Chm |
Chn |
Cho |
Chr |
Cht |
Chu |
Chv |
Chw |
Chy
 
Chea |
Cheb |
Chec |
Ched |
Chee |
Chef |
Cheg |
Cheh |
Chei |
Chej |
Chek |
Chel |
Chem |
Chen |
Cheo |
Chep |
Cheq |
Cher |
Ches |
Chet |
Cheu |
Chev |
Chew |
Chey |
Chez
Die Liste der Biografien führt alle Personen auf, die in der deutschsprachigen Wikipedia einen Artikel haben. Dieses ist eine Teilliste mit 32 Einträgen von Personen, deren Namen mit den Buchstaben „Chea“ beginnt.

## Chea
- Chea, Sim (1932–2015), kambodschanischer Politiker

### Chead
- Cheadle, Don (* 1964), US-amerikanischer Filmschaffender (Schauspieler, Regisseur, Filmproduzent)Don Cheadle (* 1964)

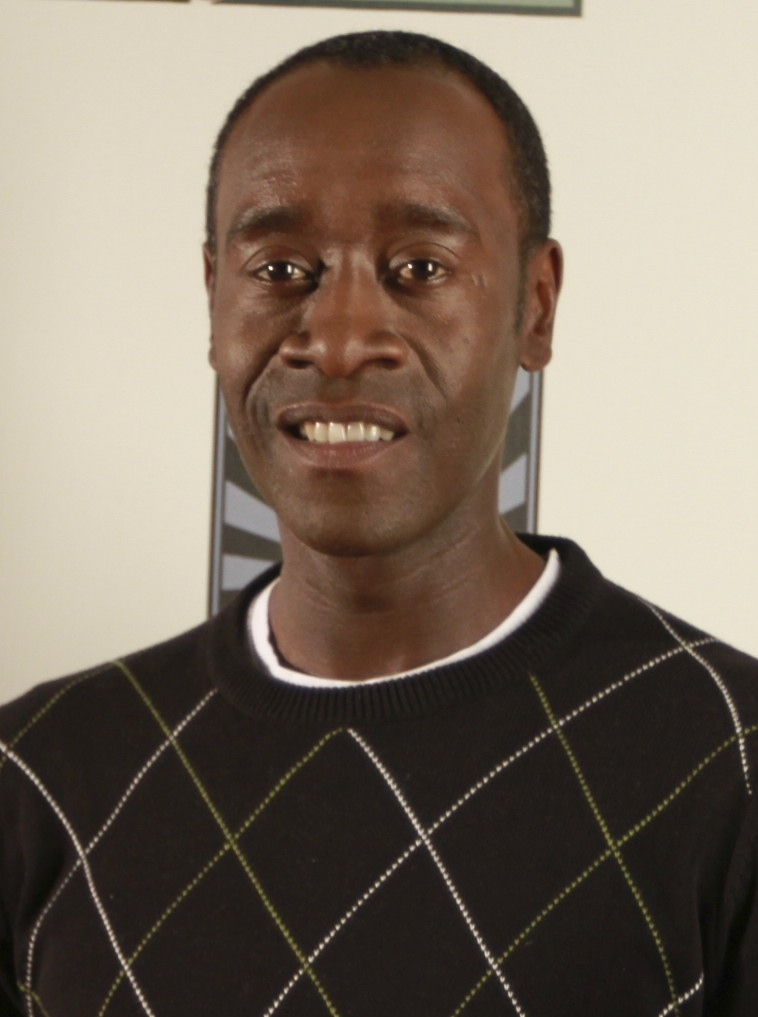
Don Cheadle (* 1964)

- Cheadle, Joseph B. (1842–1904), US-amerikanischer Politiker

### Cheah
- Cheah Li Ya, Lydia (* 1989), malaysische Badmintonspielerin
- Cheah Su Ya, Sonia (* 1993), malaysische Badmintonspielerin
- Cheah, Elena (* 1977), US-amerikanische Violoncellistin und Hochschullehrerin
- Cheah, Foong Meng (* 1985), australische Badmintonspielerin
- Cheah, Soon Kit (* 1968), malaysischer Badmintonspieler

### Cheai
- Cheaib, Eddy (* 1979), deutsch-libanesischer Schauspieler und Regisseur

### Cheam
- Cheam, John, anglo-schottischer Geistlicher
- Cheam, June Wei (* 1997), malaysischer Badmintonspieler

### Chean
- Cheaney, Calbert (* 1971), US-amerikanischer Basketballspieler und -trainer
- Cheaney, J. B. (* 1950), US-amerikanische Jugendbuchautorin
- Cheang, Shu Lea (* 1954), taiwanische Multimediakünstlerin

### Cheap
- Cheap, David (1697–1752), schottischer Offizier der Royal Navy
- Cheapchandej, Patcharin (* 1994), thailändische Tennisspielerin

### Chear
- Chear, Abraham († 1668), englischer Geistlicher, Schriftsteller und Pädagoge

### Cheat
- Cheater, Millie (1927–2003), kanadische Leichtathletin
- Cheater, Murray (1947–2020), neuseeländischer Hammerwerfer
- Cheatham, Arni (1944–2023), US-amerikanischer Jazzmusiker (Saxophon, Flöte)
- Cheatham, Benjamin Franklin (1820–1886), Goldminenbesitzer und General der Konföderierten Staaten im Amerikanischen Bürgerkrieg
- Cheatham, Doc (1905–1997), US-amerikanischer Jazztrompeter
- Cheatham, Henry P. (1857–1935), US-amerikanischer Politiker
- Cheatham, Jeannie (* 1937), amerikanische Jazz- & R&B-Musikerin
- Cheatham, Jimmy (1924–2007), US-amerikanischer Jazz-Posaunist
- Cheatham, Maree (* 1940), US-amerikanische Schauspielerin
- Cheatham, Oliver (1948–2013), US-amerikanischer Sänger
- Cheatham, Richard (1799–1845), US-amerikanischer Politiker
- Cheatle, Kimberly (* 1972), US-amerikanische PolizeibeamtinKimberly Cheatle (* 1972)

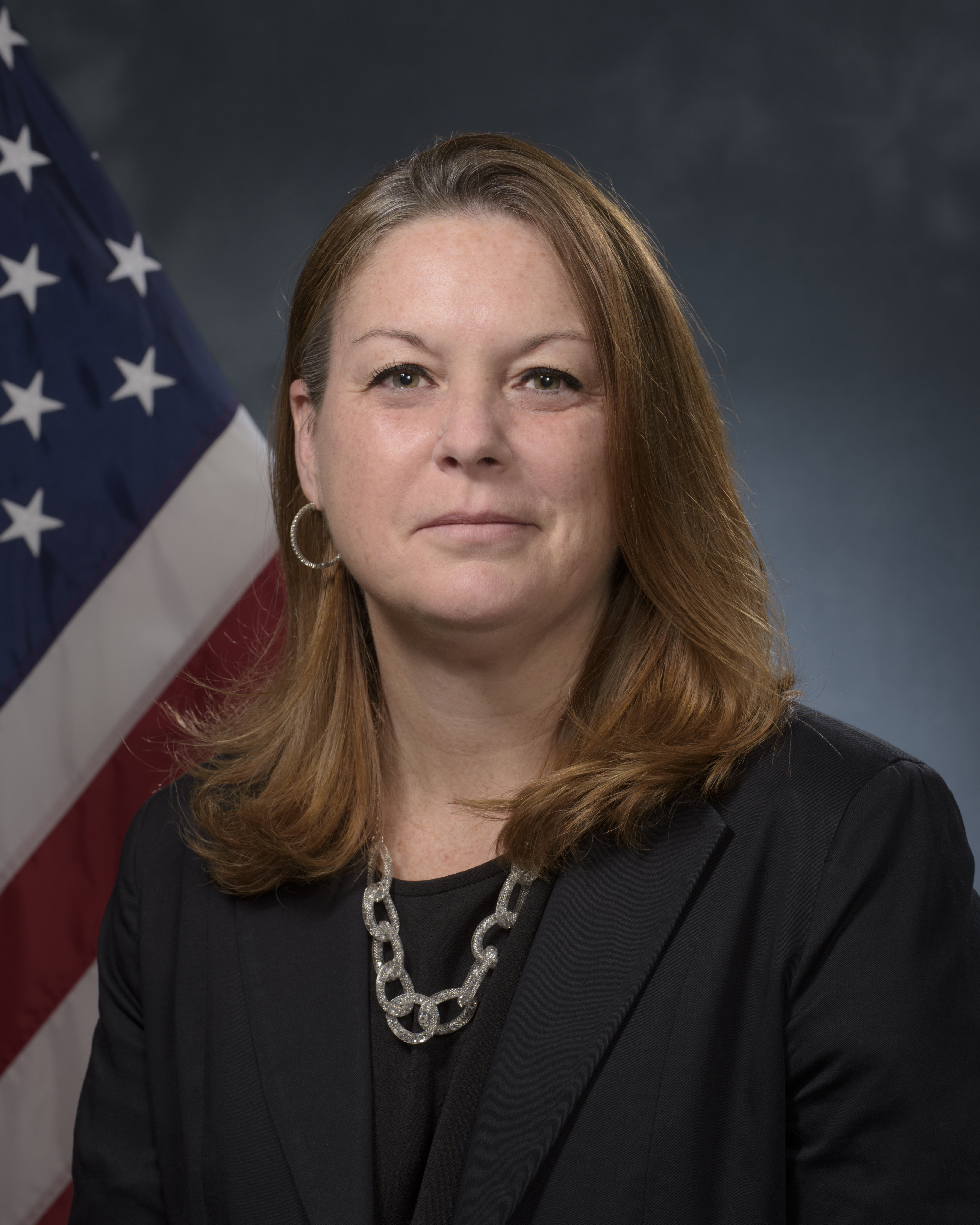
Kimberly Cheatle (* 1972)

- Cheatley, Catherine (* 1983), neuseeländische Radrennfahrerin
- Cheatom, Amari (* 1986), US-amerikanischer Schauspieler

### Cheau
- Cheauré, Elisabeth (* 1954), österreichische Slawistin und Hochschullehrerin